# Il nuotatore (Massimo Volume)
Il nuotatore è il settimo album del gruppo musicale italiano Massimo Volume, pubblicato nel 2019.

## Tracce
1. Una voce a Orlando – 4:04
2. La ditta dell'acqua minerale – 3:22
3. Amica prudenza – 4:03
4. Il nuotatore – 3:37
5. Nostra Signora del caso – 4:26
6. L'ultima notte del mondo – 3:20
7. Fred – 5:13
8. Mia madre & la morte del gen. José Sanjurjo – 3:32
9. Vedremo domani – 4:30

## Formazione
- Egle Sommacal
- Emidio Clementi
- Vittoria Burattini